# Спільна міжнародна комісія з діалогу між Римо-Католицькою церквою та Православною церквою
Спільна міжнародна комісія з діалогу між Римо-Католицькою церквою та Православною церквою (англ. Joint International Commission for Theological Dialogue between the Roman Catholic Church and the Orthodox Church) — орган православно-католицького діалогу, метою якого є розробка спільних документів з питань важливих для подолання розбіжностей між Західною (католицькою) та Східною (православною) церквами. Почала працювати у 1976 році. Обидві сторони представлені приблизно однаковою кількістю богословів. Засідання комісії поперемінно проходять у місцях традиційно пов'язаних то з римо-католицькою та з православною традицією. Документи створені комісією не затверджуються представленими в ній церквами як їх вчення.

## Виникнення

### Передісторія

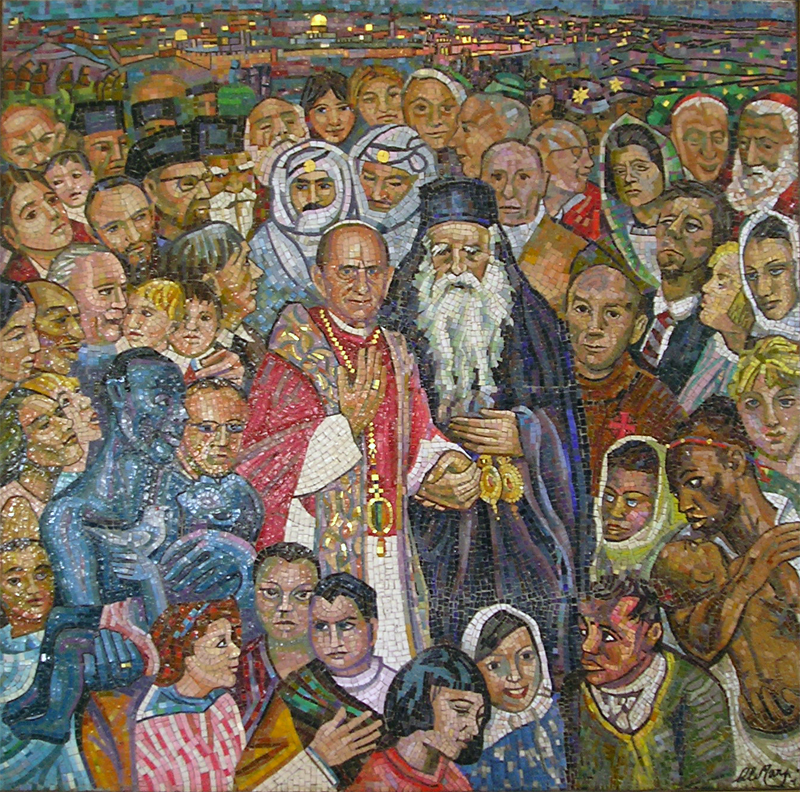
Мозаїка з зображенням зустрічі папи Павла VI та патріарха Афінагора І

Відродження православно-католицького діалогу пов'язане із потепління відносин між двома церквами у 1960-х роках. З католицького боку значну роль відіграв Другий Ватиканський собор, в документах якого було позитивно переосмислено православну сторону та її практики, зокрема визнання дійсності православних таїнств. З православного боку кроком назустріч стала третя православна конференція на Родосі у 1964 р., котра закликала помісні православні церкви до участі в підготовчих дослідженнях, для можливого діалогу з Католицькою церквою.
Важливою подією, котра створила сприятливу атмосферу для діалогу стала зустріч у січні 1964 р. папи Павла VI з Константинопольським патріархом Афінагором І в Єрусалимі. У спільній декларації, виданій ними одночасно в Римі та Стамбулі 7 грудня 1965 року, взаємні відлучення 1054-го року були зняті та «стерті з пам'яті» Церкви. У 1967 році Папа і Патріарх обмінялися візитами в Рим та Стамбул (Константинополь).

### Створення комісії
Потепління відносин між обома церквами дали можливість у 1976 році створити спільну комісію для підготовки офіційного діалогу. У 1978 році керівникам обох церков було подано документ, з рекомендацією чітко визначити мету діалогу як відновлення повного сопричастя. Було запропоновано методологію, згідно з якою діалог зосереджувався б спочатку на багатьох сферах спільних для двох церков, створивши міцний богословський фундамент з новою теологічною мовою, яка дозволить, на пізнішому етапі, ефективно вирішувати питання де розбіжності є більшими. Комісія рекомендувала спочатку розглянути таїнства, тим більше, що вони теж стосуються еклезіології.
Офіційне оголошення про початок богословського діалогу було зроблено спільно папою Іваном Павлом II та Патріархом Димитрієм І в Стамбулі (Константинополі) 30 листопада 1979 року. Ця нова «Спільна міжнародна комісія з теологічного діалогу між Католицькою Церквою та Православною Церквою» мала включати єпископів та теологів в рівній кількості з обох церков. З православного боку, включались представники усіх автокефальних та автономних церков.

## Робота

### Особливості діяльності
Перше пленарне засідання відбулося на грецьких островах Патмос і Родос в 1980 році. Це було організаційне засідання, яке одноголосно прийняло план діалогу, викладений в документі 1978 року, і обрало початкові теми для розгляду. Співголовами були призначені з православного боку Австралійський архієпископ Стиліанос (Вселенських патріархат), а з римо-католицького боку президент Секретаріату сприяння єдності християн Ватикану кардинал Йохан Віллебрандс.

#### Робота над темами щодо яких сторони мали близькі позиції
Протягом наступних восьми років комісія збиралась ще п'ять разів та прийняла три документи на базові богословські теми. У 1982 році в Мюнхені був прийнятий текст «Таємниця Церкви та Євхаристії у світлі таємниці Пресвятої Трійці» (англ. “The Mystery of the Church and of the Eucharist in the Light of the Mystery of the Holy Trinity”).
У Барі, Італія, документ «Віра, Таїнства та Єдність Церкви» (англ. "Faith, Sacraments and the Unity of the Church"), який був допрацьований у 1987 році. У православному монастирі у Валамо, Фінляндія, у 1988 році було прийнято третій спільний документ під назвою «Таїнство порядку в Таїнстві Структура Церкви з особливим посиланням на важливість апостольської спадщини для освячення та єдності Божого народу» (англ. “The Sacrament of Order in the Sacramental Structure of the Church, with Particular Reference to the Importance of the Apostolic Succession for the Sanctification and Unity of the People of God.”). У Валамо було домовлено, що наступною областю дослідження буде соборність та першість у Церкві. Згодом, проект тексту на цю тему був підготовлений до шостого пленарного засідання, яке планувалося провести у Фрайзінґу, Німеччина, у червні 1990 року.

#### Проблемауніатизмута криза у роботі комісії
Однак, за два роки до зустрічі у Фрайзінґу, виникли обставини, що завадили комісії розглянути підготований проект. Крах комуністичних режимів у Східній Європі став причиною значної кризи в католицько-православних відносинах, через відродження греко-католицьких церков, ліквідованих раніше комуністами. Протистояння між греко-католиками та православними виникли через питання власності, конфіскованої комуністичною владою десятиліттями раніше та переданої православним. Всі ці події знову актуалізували звинувачення на адресу католиків та змінило фокус уваги комісії на явище, яке було згодом нею окреслено як «уніатизм». У зв'язку із цим, православна сторона поставила умову про те, що єдиною темою, яка може розглядатись комісією зараз, є історія та сучасність греко-католицьких церков. Розгляд цього питання відбувся в червні 1993 року, в православній теологічній школі Баламандського монастиря у Лівані. Відсутніми були представники Єрусалимської, Сербської, Болгарської, Грецької, Грузинської та Чехо-Словацької православних церков. Комісія з діалогу прийняла спільний документ під назвою «Уніатизм, метод об'єднання в минулому та сучасний пошук повного спілкування» (англ. “Uniatism, Method of Union in the Past, and the Present Search for Full Communion.”). Цей документ був не однозначно сприйнятий різними релігійними середовищами. В Греції із критикою документу виступила православна церква, у Румунії — греко-католицька; в Україні, загалом, усі сторони його підтримали. Православна сторона наполягала, що лише досягнення консенсусу із цього питання, може відкрити шлях до продовження діяльності комісії. Аж у 1998 році зібралась підготовча група і склада проект документу під назвою «Еклезіологічні та канонічні наслідки уніатизму» (англ. “The Ecclesiological and Canonical Implications of Uniatism.”).
Заплановане на червень у Еммітсбурзі (штат Меріленд, США) 1999 року, восьме пленарне засідання перенесли, через те, що частина православних не могла їхати до країни, що брала участь у бомбардуванні Сербії силами НАТО. Врешті, воно відбулося з 9 по 19 липня 2000 року, однак, суперечливе питання уніатизму залишалось на порядку денному, зокрема проблема статусу греко-католицьких церков. Представники Єрусалимської, Сербської, Болгарської, Грузинської, Чеських і Словацьких земель були відсутні. Через кризу довіри, діалог фактично призупинився. Атмосферу покращив ряд жестів, зокрема вибачення папи за минулі несправедливості щодо православних у Афінах (2001), повернення Росії папою Іваном Павлом ІІ ікони Казанської Богородиці (2004) та мощей Івана Золотоустого і Григорія Ніського Константинополю (2004). З іншого боку, Константинопольський патріарх Варфоломій І, приклав чимало зусиль для заохочення лідерів автокефальних церков відновити участь у комісії. Врешті, очільники Православ'я дійшли згоди, що проблема уніатизму не може бути вирішена без вияснення питань про першість у Церкві та так зване «Петрове служіння». В зв'язку із цим, було погоджено повернутись до діяльності комісії, маючи на увазі, що проблема уніатизму має бути вирішена згодом.

#### Розгляд тематики соборності та першості
Такі зусилля дали можливість відносити роботу комісії та провести дев'яте пленарне засідання в Белграді з 18 по 25 вересня 2008 року, яке стало важливою віхою в історії діалогу. На цій зустрічі були присутніми представники всіх православних автокефальних церков, за винятком Болгарської (з причини хвороби). На зустрічі у Белграді, комісія повернулась до того порядку денного, який був накреслений ще у 1978 році. Таким чином, був розглянутий документ, підготовлений ще для зустрічі у Фрайзінґу («Еклезіологічні та канонічні наслідки тайнственної природи Церкви: соборність та первенство у Церкві»). Робота над ним тоді не була завершена. Причиною стали розбіжності всередині самих православних про роль та місце Вселенського патріарха в колі православних церков. Ці суперечності позначились на наступній зустрічі у Равенні (Італія), де делегація Російської православної церкви покинула засідання в знак протесту проти участі представників естонської церкви, перехід якої у підпорядкування Константинопольського патріархату вона не визнавала. Тим не менше, документ який почали розглядати у Белграді було довершено.
В подальшому, діяльність комісії сконцентрувалась на розгляді ключового питання обопільного діалогу, а саме на місці та ролі Римського Папи у структурі Церкви. Впродовж трьох сесій — у Пафосі (2009), Відні (2010) та Аммані (2014) відбувалась робота над даною тематикою. На зустрічі у К'єті було завершено роботу над документом під назвою «Соборність та першість впродовж першого тисячоліття: до спільного розуміння заради єдності церкви» (англ. Primacy and synodality in the Church: Towards a common understanding in service to the unity of the Church).
13-17 вересня 2018 року відбулось засідання підготовчої групи чергової зустрічі комісії. Вона розглянула проект документу під назвою «Першість та соборність у другому тисячоліття і сьогодні» (англ. “Primacy and Synodality in the Second Millennium and Today”), робота над яким продовжилась і наступного року. 7 червня 2023 року в Александрії цей документ був завершений та опублікований.

### Напрацьовані документи
- «Таїнство Церкви і Євхаристії в світлі Таїнства Святої Трійці» [Архівовано 19 листопада 2019 у Wayback Machine.] (англ.)
- «Віра, Таїнства та єдність Цекрви» [Архівовано 5 листопада 2019 у Wayback Machine.] (англ.)
- «Таїнство свячень у таїнственній структурі Церкви, зокрема важливість апостольського наступництва для освячення і єдності народу» [Архівовано 5 листопада 2019 у Wayback Machine.] (англ.)
- Уніатизм, метод єдності в минулому та сучасні пошуки повного спілкування (Баламандська декларація) (укр.), оригінал англійською [Архівовано 23 грудня 2003 у Wayback Machine.] (англ.)
- Еклезіологічні та канонічні наслідки сакраментальної природи Церкви: соборність і влада в церкві на трьох рівнях церковного життя: місцевому, регіональному і загальному" [Архівовано 17 листопада 2007 у Wayback Machine.] (англ.)
- «Соборність та першість впродовж першого тисячоліття: до спільного розуміння заради єдності церкви» (Документ К'єті, К'єтійський документ) [Архівовано 22 листопада 2019 у Wayback Machine.] (укр.) оригінал англійською[Архівовано 22 листопада 2019 у Wayback Machine.] (англ.)
- «Синодальність і примат у другому тисячолітті та сьогодні»